# HD62556
HD62556 — подвійна зоря. 
Ця подвійна система має видиму зоряну величину в смузі V приблизно 8,6.
Вона розташована на відстані близько 774,7 світлових років від Сонця.

## Подвійна зоря
Головна зоря цієї системи належить до хімічно пекулярних зір й має спектральний клас A0.
В той же час спектральний клас іншої компоненти залишається  ще не визначеним.

## Пекулярний хімічний склад
Зоряна атмосфера HD62556 має підвищений вміст 
Cr
.